# 克列明涅
48°27′53″N 27°36′2″E / 48.46472°N 27.60056°E
克列明涅（烏克蘭語：Кремінне），是烏克蘭西南部的村莊，隸屬文尼察州的莫希利夫-波季利斯基區。該村始建於1456年，面積1.8平方公里，海拔高度80米，2001年人口623，人口密度每平方公里346.11人。